# آتشفشان جزیره بارتولومه
آتشفشان جزیره بارتولومه (به اسپانیایی: Isla Bartolomé) یک جزیره در اکوادور است که در مجمع‌الجزایر گالاپاگوس واقع شده‌است.